# Holger Norman-Hansen
Holger Norman-Hansen est un joueur d'échecs danois né le 3 février 1899 et mort le 26 mars 1984 à Malte.
Il remporta la médaille d'argent par équipe et la médaille d'or individuelle lors de l'Olympiade d'échecs de 1927 à Londres en marquant 12 points en quinze parties, à égalité avec George Alan Thomas.
Dans les années 1930, Norman-Hansen remporta le championnat du Danemark en 1939.